# Glyphidrilus panhai
Glyphidrilus panhai — вид прісноводних малощетинкових червів родини Almidae. Описаний у 2023 році.

## Поширення
Ендемік Таїланду. Поширений в річці Сонгхрам в провінції Бунгкан на півночі країни.